# ルガニャーノ・ヴァル・ダルダ
ルガニャーノ・ヴァル・ダルダ（伊: Lugagnano Val d'Arda）は、イタリア共和国エミリア＝ロマーニャ州ピアチェンツァ県にある、人口約3,900人の基礎自治体（コムーネ）。

## 地理

### 位置・広がり

#### 隣接コムーネ
隣接するコムーネは以下の通り。
- カルパネート・ピアチェンティーノ
- カステッラルクアート
- グロッパレッロ
- モルファッソ
- ヴェルナスカ

### 気候分類・地震分類
ルガニャーノ・ヴァル・ダルダにおけるイタリアの気候分類 (it) および度日は、zona E, 2740 GGである。
また、イタリアの地震リスク階級 (it) では、zona 3 (sismicità bassa) に分類される。

## 行政

### 分離集落
ルガニャーノ・ヴァル・ダルダには以下の分離集落（フラツィオーネ）がある。
- Antognano, Chiavenna Rocchetta, Diolo, Montezago, Prato Ottesola, Rustigazzo, Tabiano, Velleia, Vicanino